# Marc Rivière (pâtissier)
Pour les articles homonymes, voir Marc Rivière (homonymie) et Rivière (homonymie).
Marc Rivière, né le 4 décembre 1969 à Rennes, est un pâtissier français. Il est à ce jour chef pâtissier chez Potel et Chabot, dont la pâtisserie se situe rue de Chaillot, à Paris. Il est sacré Champion du monde de pâtisserie avec l'équipe de France en 2009.

## Biographie
Marc Rivière grandit à Rennes, en famille, et c'est proche de sa grand-mère Marguerite, charcutière de profession, qu'il y confectionne, entre autres, ses premières crêpes au caramel et au beurre salé. Dès l'âge de 4 ans, il manifeste l’envie de devenir boulanger.
Il s'inscrit en CAP au CFA de Rennes où son maître d'apprentissage est Monsieur Joli. Après l'obtention de son diplôme, il commence à travailler chez le Chef Serge Nabucet qui lui transmettra la passion du métier: il y travaillera trois saisons d'été.

## Parcours professionnel
- 1990 1994 - Commis pâtissier du Chef Pierre Hermé chez Fauchon à Paris
- 1991 1994 - Chef de poste entremets, second de laboratoire du chef Ralph Edeler chez Harrod's à Londres.
- 1992 1994 - Second de laboratoire du Chef Frédéric Gernez chez Yves Thuriès à Cordes-sur-ciel (81).
- 1994 - Chef Pâtissier au Fouquet's à Paris (75)
- 1996 - Chef Pâtissier chez Brigant (Traiteur artisanal) maintenant racheté par Dalloyau.
- 1999 - Chef adjoint et depuis Chef Pâtissier chez Potel et Chabot à Paris.

## Concours
- 1991 - 5e au concours Charles Proust Junior
- 1993 - 4e au concours Charles Proust et 1er prix de dégustation
- 1994 - 3e au concours Mandarine Napoléon et 1er prix de dégustation
- 2008 - Se sélectionne pour faire partie de l’équipe de France à la coupe du monde de la pâtisserie * 2009[3].
- 2009 - Champion du monde de Pâtisserie avec l'équipe de France, composée de Jérôme de Oliveira (capitaine) et Jérôme Langillier[4].
- 2017 - Entraîneur (coach) de l'équipe de France, Championne du monde de Pâtisserie[5]